# Damian Isac
Damian Daniel Isac (Caransebeș, 31 gennaio 2001) è un calciatore rumeno, centrocampista del CSM Reșița.

## Carriera
Cresciuto nel settore giovanile dell'UTA Arad, ha esordito in prima squadra il 28 novembre 2018 disputando l'incontro di Liga II vinto 2-1 contro il Mioveni.

## Statistiche

### Presenze e reti nei club
Statistiche aggiornate al 26 febbraio 2022.
| Stagione        | Squadra         | Campionato      | Campionato | Campionato | Coppe nazionali | Coppe nazionali | Coppe nazionali | Coppe continentali | Coppe continentali | Coppe continentali | Altre coppe | Altre coppe | Altre coppe | Totale | Totale |
| Stagione        | Squadra         | Comp            | Pres       | Reti       | Comp            | Pres            | Reti            | Comp               | Pres               | Reti               | Comp        | Pres        | Reti        | Pres   | Reti   |
| --------------- | --------------- | --------------- | ---------- | ---------- | --------------- | --------------- | --------------- | ------------------ | ------------------ | ------------------ | ----------- | ----------- | ----------- | ------ | ------ |
| 2018-2019       | UTA Arad        | L2              | 12         | 0          | CR              | 0               | 0               |                    | -                  | -                  |             | -           | -           | 12     | 0      |
| 2019-2020       | UTA Arad        | L2              | 20         | 0          | CR              | 1               | 0               |                    | -                  | -                  |             | -           | -           | 21     | 0      |
| 2020-2021       | UTA Arad        | L1              | 13         | 0          | CR              | 2               | 0               |                    | -                  | -                  |             | -           | -           | 15     | 0      |
| 2021-2022       | UTA Arad        | L1              | 13         | 0          | CR              | 0               | 0               |                    | -                  | -                  |             | -           | -           | 13     | 0      |
| Totale carriera | Totale carriera | Totale carriera | 58         | 0          |                 | 3               | 0               |                    | -                  | -                  |             | -           | -           | 61     | 0      |

## Palmarès

### Club

#### Competizioni nazionali
- Liga II: 1

UTA Arad: 2019-2020